# Casa del Fascio (Trento)
L'ex Casa del Fascio, conosciuta anche come Casa Littoria, è un edificio di Trento situato nel Largo Porta Nuova. Costruito alla fine degli anni trenta come sede locale del Partito Nazionale Fascista ospita l'Avvocatura distrettuale dello Stato di Trento.

## Storia
Il palazzo in stile razionalista italiano è stato progettato dall'architetto Giovanni Lorenzi e inaugurato nel 1938.
(Ministero dei Lavori Pubblici, Annali Dei Lavori Pubblici)
Le sculture sono state realizzate dal trentino Eraldo Fozzer. Alla base della torre è presente un altorilievo raffigurante un legionario che fa il saluto romano con la mano destra mentre nella sinistra tiene un fucile e una vanga, simboli di guerra e lavoro. Sopra al legionario c'è un piccolo balcone, dal quale vengono esposte le bandiere, decorato con due Vittorie sui lati e un'aquila al centro.
Nel 1943 quando le province di Bolzano, Trento e Belluno furono occupate dalla Germania nazista e venne istituita la Zona d'operazioni delle Prealpi, l'iscrizione Casa Littoria posta sulla facciata fu sostituita con Standortkommandantur e in seguito rimossa con la fine del secondo conflitto mondiale.